# Arabisch-Indische cijfers
De Arabisch-Indische cijfers of kortweg Arabische cijfers worden tegenwoordig in de meeste culturen gebruikt om getallen te noteren. Het getalsysteem waarin de Arabische cijfers worden gebruikt heet het Arabische getalsysteem. Dit getalsysteem is een positiestelsel met de bekende cijfers 0, 1, 2, 3, 4, 5, 6, 7, 8 en 9.
De aanduiding "Arabische cijfers" is verwarrend, omdat in de Arabische wereld juist andere cijfersymbolen gebruikt worden. 

## Vergelijking met andere cijfersystemen
Vanouds gebruikten veel volkeren cijfers waarvan de waarde niet zozeer van de positie afhing maar van het gebruikte symbool. Het bekendste voorbeeld daarvan zijn de Romeinse cijfers, die ook nu nog wel gebruikt worden.
Voorbeeld van een getal:
in Arabische cijfers: 304
in Japanse cijfers: 三百四
in Chinese cijfers: 三百零四
in Romeinse cijfers: CCCIV (soms ook als CCCIIII geschreven)
Bij Romeinse cijfers bestaat er geen nul.

## Geschiedenis
Arabische cijfers zijn niet ontstaan in de Arabische wereld, maar in India zo'n 300 jaar voor Christus. De Arabieren namen deze Indische cijfers, die later als Arabische cijfers bekend zouden worden, uit India over.
Na de opkomst van de islam veroverden hoofdzakelijk Moorse moslims een deel van het Iberisch Schiereiland vanaf 711 en daardoor kwamen ze in contact met de Europese volkeren.
Door de vermenging van verschillende godsdiensten en volkeren kwamen delen van het Iberisch Schiereiland tot bloei onder verschillende dynastieën, wat gepaard ging met het ontwikkelen van verschillende wetenschappen. Deze ontwikkeling had ook invloed op de Europese samenleving, onder meer door de introductie van Arabische cijfers.  De Fransman Gerbert van Aurillac (ca. 945-1003) probeerde de Arabische cijfers in te voeren, wat hem niet lukte door hevig verzet. De Italiaanse wiskundige Leonardo van Pisa (Fibonacci) publiceerde in 1202 het boek Liber Abaci, waarin hij pleitte voor het invoeren van Arabische cijfers om de Romeinse cijfers te vervangen.
De eminente Perzische/Khawarzimische wiskundige en onderzoeker op het gebied van de algebra Al-Chwarizmi heeft Arabische cijfers ingevoerd maar niet in de andere wiskundewerken gebruikt. De Arabieren en andere islamitische volkeren lieten hun verschillende getalsystemen los en gaven de voorkeur aan de Indische cijfers. De Arabieren verruilden hun alfabetische rekensysteem voor de Indische cijfers. De Indische cijfers die de wereld heden ten dage gebruikt, werden niet in de hele islamitische wereld overgenomen, want de moslims in het oosten gebruiken nog steeds andere Indische cijfers, terwijl de moslims in het westen de voorkeur aan de zogenoemde Arabische cijfers geven.

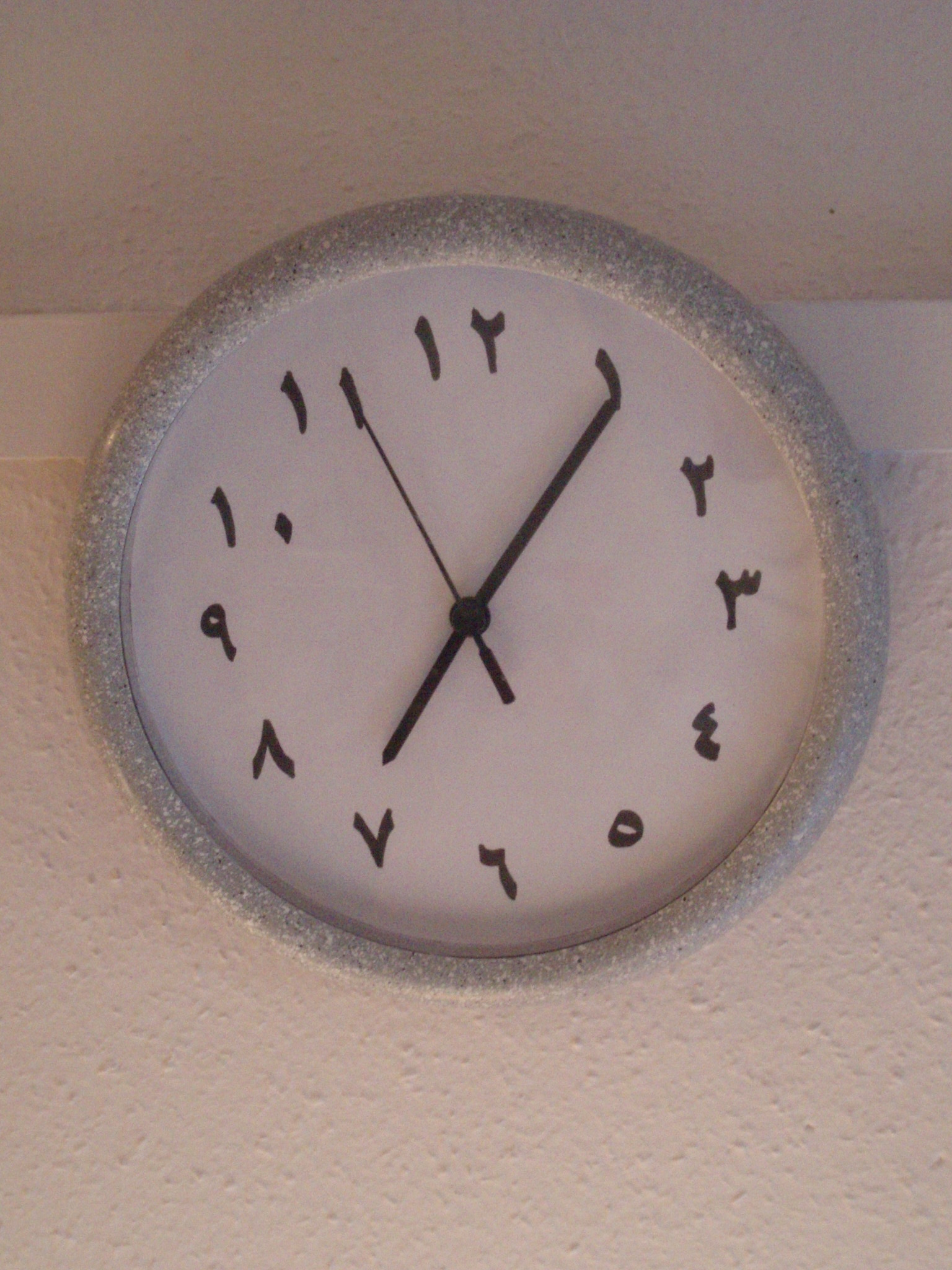
Arabische klok

## Vormgeving
Hoewel we van Arabische cijfers spreken, zien de cijfers er in een deel van de Arabische wereld anders uit dan in het westen en Noord-Afrika. Het systeem is echter gelijk, ook wat de volgorde betreft, hoewel het Arabische schrift overigens van rechts naar links wordt gelezen. De eenheden staan altijd rechts van de tientallen. Een telefoonnummer wordt van links naar rechts gelezen.
- De Arabisch-Indische cijfers zijn in de Arabische wereld vrijwel gelijk aan de Arabische cijfers.
- De 5 ziet er in de Arabische wereld uit als een kring, dus als een 0.
- De 6 ziet er in de Arabische wereld uit als een 7.
- De 1 en de 9 verschillen in de Arabische wereld niet noemenswaardig van de Westerse cijfers (zie ook de bijgaande foto van een klok).

| Arabisch                                 | 0  | 1  | 2  | 3  | 4  | 5  | 6  | 7  | 8  | 9  |
| ---------------------------------------- | -- | -- | -- | -- | -- | -- | -- | -- | -- | -- |
| Arabisch-Indisch                         | ٠  | ١  | ٢  | ٣  | ٤  | ٥  | ٦  | ٧  | ٨  | ٩  |
| Oost Arabisch-Indisch (Perzisch en Urdu) | ۰  | ۱  | ۲  | ۳  | ۴  | ۵  | ۶  | ۷  | ۸  | ۹  |
| Devanagari (Hindi)                       | ०  | १  | २  | ३  | ४  | ५  | ६  | ७  | ८  | ९  |
| Chinees                                  | 零 | 一 | 二 | 三 | 四 | 五 | 六 | 七 | 八 | 九 |
| Tamil                                    |    | ௧  | ௨  | ௩  | ௪  | ௫  | ௬  | ௭  | ௮  | ௯  |

| Tabela com "apices" na Idade Média | Table of numerals |